# ネットワークコンサルティング
株式会社ネットワークコンサルティング（英称: NETWORK CONSULTING Co., Ltd）は、MVNO(仮想移動体通信事業者) の支援を行う仮想移動体通信事業者支援事業（MVNE）として、データ通信サービス事業を展開している企業。
株式会社光通信の主要子会社のひとつ。

## 概要
2011年1月に設立され、数多くのMVNOの立ち上げに成功し、設立から4年目で300億円弱の売上高に達するに至る。支援するMVNO各社の月間の回線販売総数は日本最大の規模になっている。
主にUQコミュニケーションズ、KDDI、ワイモバイル（旧・イー・モバイル）、NTTドコモのデータ通信サービスや携帯電話サービスなどを提供している。
また、WiMAX Wi-Fiモバイルルーターの自社開発を行った実績もあり、グッドデザイン賞を受賞するなどの評価を得ている。

## 主な事業
ネットワークコンサルティングは4つの事業を柱として通信サービスを展開している。
MVNE事業
MVNO向けにモバイル通信ネットワーク・技術・ノウハウ等を提供。マルチキャリア対応MVNEとしてUQコミュニケーションズ、KDDI、ワイモバイル（旧・イー・モバイル）、NTTドコモの回線を取り扱っている。
プロダクト事業
機器メーカーとして、通信機器の企画・開発を行っている。
- WiMAX Wi-Fiモバイルルーター Mobile Cube（モバイルキューブ）
  - 2011年12月発売。手のひらサイズで持ち運べるという利便性、女性にも受け入れられるカラーを考慮したデザインが特徴。
  - 2012年度グッドデザイン賞を受賞[5]。

- WiMAX Wi-Fiモバイルルーター Mobile Slim（モバイルスリム）
  - 2013年3月発売。Wi-Fiルーターとして世界最薄、最軽量の端末で名刺入れにも収まるサイズが特徴。2013年度グッドデザイン賞を受賞[6]。

コンテンツ事業
通信サービスの提供と共に、自社独自のコンテンツ・付帯サービスを提供している。
WEBコンサルティング事業
MVNO事業立ち上げ後もWEBマーケティングを主とした運用のサポートを行っている。